# Кетово
Кето́во (рос. Кетово) — село, центр Кетовського району Курганської області, Росія. Адміністративний центр Кетовської сільської ради.
Населення — 7251 особа (2010, 7126 у 2002).